# 関口富左
関口 富左（せきぐち ふさ、1913年3月26日 - 2013年1月3日）は、日本の家政学者である。学校法人郡山開成学園創設者 名誉学園長・名誉学長でもあった。

## 概要
1913年（大正2年）生まれ。家政学の専門家として活動し、郡山女子大学を運営する郡山開成学園を創設した他、日本私立短期大学協会の顧問や内閣府男女共同参画局男女共同参画推進連携会議の議員などを務め、勲三等宝冠章、勲四等旭日小綬章を受章した。

## 来歴・人物
- 1913年（大正2年）生まれ。
- 1933年（昭和8年）和洋女子専門学校卒業。
- 1936年（昭和11年）に県立郡山高等女学校（現在の福島県立郡山東高等学校）の教師となる。
- 1947年（昭和22年）郡山女子専門学院創設。
- 1950年（昭和25年）郡山女子短期大学開学。
- 1957年（昭和32年）郡山女子短期大学附属高等学校（現在の郡山女子大学附属高等学校）開校。
- 1966年（昭和41年）郡山女子大学開学。
- 1972年（昭和47年）藍綬褒章受章[1]。
- 1988年（昭和63年）勲三等宝冠章受章。
- 1993年（平成5年）勲四等旭日小綬章受章[3]。
- 2013年（平成25年）老衰のため死去[1]。

## 著書・論文
- 『女子教育における裁縫の教育史的研究―江戸･明治両時代における裁縫教育を中心として』 家政教育社 1980年12月
- 『家政哲学―人間守護を主軸とする家政学確立のために』 家政教育社 1994年3月 ISBN 4760601546
- 『人間守護の家政学―福祉社会の実現をめざして』 家政教育社 1999年9月 ISBN 4760603271